# Parioglossus galzini
Parioglossus galzini är en fiskart som beskrevs av Williams och David Lecchini 2004. Parioglossus galzini ingår i släktet Parioglossus och familjen Ptereleotridae. Inga underarter finns listade i Catalogue of Life.